# Головач (род грибов)
Голова́ч, или кальва́ция, также кальва́тия (лат. Calvatia) — род грибов-базидиомицетов семейства Шампиньоновые (Agaricaceae). Один из наиболее известных родов группы гастеромицетов.

## Описание
Плодовые тела шаровидной, грушевидной, булавовидной формы, мелких, средних или крупных размеров, у некоторых видов до 45 см в диаметре, нередко на довольно толстом стерильном основании в виде ножки. Перидий двухслойный — экзоперидий тонкий, поверхность может быть гладкой, шиповатой, чешуйчатой, окрашена разнообразно; эндоперидий тонкий и хрупкий, также окрашенные в различные тона. Ножка (если имеется) цилиндрическая, несёт шаровидную головку.
Глеба молодых грибов белая, в зрелом виде различно окрашенная, порошкообразная, с в различной степени выраженной перегородкой, отделяющей её от ножки.
Споровая масса оливково-коричневая до коричневой. Споры шаровидные, с гладкой или неровной поверхностью, иногда с отростком, которым прикрепляются к базидиям.

## Ареал и экология
Род с космополитичным ареалом, в тропических регионах разнообразие видов более широкое, чем в умеренном поясе.
Сапротрофы, произрастающие на почве на лесных полянах, на лугах, полях.

## Таксономия

### Синонимы
- Bovistaria (Fr.) P.Karst., 1889, nom. superfl.
- Eriosphaera Reichardt, 1866
- Hippoperdon Mont., 1842, nom. rej.
- Handkea Kreisel, 1989
- Hypoblema Lloyd, 1902
- Langermannia Rostk., 1839, nom. rej.
- Lanopila Fr., 1849
- Lasiosphaera Reichardt, 1870
- Lycoperdon subg. Bovistaria Fr., 1849
- Omalycus Raf., 1814

### Виды
- Calvatia agaricoides Dissing & M.Lange, 1962
- Calvatia ahmadii Khalid & S.H.Iqbal, 2004
- Calvatia aniodina Pat., 1912
- Calvatia argentea (Berk.) Kreisel, 1992
- Calvatia bellii (Peck) M.Lange, 1990
- Calvatia bicolor (Lév.) Kreisel, 1992
- Calvatia boninensis S.Ito & S.Imai, 1939
- Calvatia booniana A.H.Sm., 1964
- Calvatia candida (Rostk.) Hollós, 1904 — Головач белый
- Calvatia capensis (Lloyd) J.C.Coetzee, Eicker & A.E.van Wyk, 2003
- Calvatia complutensis G.Moreno, Kreisel & Altés, 1998
- Calvatia connivens M.Lange, 1990
- Calvatia craniiformis (Schwein.) Fr. ex De Toni, 1888
- Calvatia crucibulum (Mont.) Kreisel, 1992
- Calvatia cyathiformis (Bosc) Morgan, 1890 — Головач бокаловидный
- Calvatia excipuliformis (Scop.) Perdeck, 1950 — Головач продолговатый
- Calvatia fenzlii (Reichardt) Kawam., 1937
- Calvatia flava (Massee) Kreisel, 1992
- Calvatia fragilis (Vittad.) Morgan, 1890
- Calvatia fulvida Sosin, 1952
- Calvatia fusca (G.Cunn.) Grgur., 1997
- Calvatia gardneri (Berk.) Lloyd, 1904
- Calvatia gigantea (Batsch) Lloyd, 1906 — Головач гигантский
- Calvatia holothurioides Rebriev, 2013
- Calvatia horrida M.Lange, 1990
- Calvatia incerta Bottomley, 1948
- Calvatia kakavu (Zipp.) Overeem, 1927
- Calvatia lacerata A.H.Sm., 1964
- Calvatia lachnoderma Pat., 1907
- Calvatia leiospora Morgan, 1895
- Calvatia lepidophora (Ellis & Everh.) Coker & Couch, 1928 — Головач чешуеносный
- Calvatia lilacina (Mont. & Berk.) Henn., 1904 — Головач лиловый
- Calvatia lloydii Zeller & Coker, 1947
- Calvatia lycoperdoides Kościelny & Wojt., 1935
- Calvatia macrogemmae Lloyd, 1923
- Calvatia nipponica Kawam. ex Kasuya & Katum., 2008
- Calvatia oblongispora V.L.Suárez, J.E.Wright & Calonge, 2009
- Calvatia ochrogleba Zeller, 1947
- Calvatia olba Grgur., 1997
- Calvatia owyheensis A.H.Sm., 1964
- Calvatia pachydermica (Speg.) Kreisel, 1992
- Calvatia pallida A.H.Sm., 1964
- Calvatia paradoxa A.H.Sm., 1964
- Calvatia polygonia A.H.Sm., 1964
- Calvatia primitiva Lloyd, 1904
- Calvatia pseudolilacina (Speg.) Speg., 1919
- Calvatia pygmaea (R.E.Fr.) Kreisel, G.Moreno, C.Ochoa & Altés, 1998
- Calvatia pyriformis (Lév.) Kreisel, 1992
- Calvatia rosacea Kreisel, 1989
- Calvatia rubroflava (Cragin) Lloyd, 1899
- Calvatia rubrotincta Zeller, 1947
- Calvatia rugosa (Berk. & M.A.Curtis) D.A.Reid, 1977
- Calvatia sculpta (Harkn.) Lloyd, 1904
- Calvatia septentrionalis M.Lange, 1990
- Calvatia sporocristata Calonge, 2003
- Calvatia subtomentosa Dissing & M.Lange, 1962
- Calvatia tropicalis (Speg.) Speg., 1919
- Calvatia turneri (Ellis & Everh.) Demoulin & M.Lange, 1990
- Calvatia utriformis (Bull.) Jaap, 1918 — Головач пузыревидный
- Calvatia vinosa Kasuya & Retn., 2006
- Calvatia violascens (Cooke & Massee) R.T.Baker, 1907